# Tuonela (Album)
Tuonela ist das vierte Studioalbum der finnischen Metal-Band Amorphis. Es erschien im März 1999. Mit Tuonela endete die Death-Metal-Zeit von Amorphis.

## Entstehung und Veröffentlichung
Vor den Aufnahmen hatte Amorphis eine längere Schaffenspause eingelegt. Die Produktion des Vorgängeralbums Elegy war sehr anstrengend, unter anderem weil die Band in mehreren Studios aufnehmen musste, außerdem war es das erste Album, das Amorphis nicht selbst produzierte. Nach diesem Album versuchte die Band, mit Tuonela die Aufnahmen und den Klang einfacher zu halten, unter anderem wurden die Stücke ohne Keyboard geschrieben und aufgenommen, nur in Einzelfällen wurden später Keyboardspuren hinzugefügt, die der Gastmusiker Santeri Kallio beisteuert. Als weiterer Gast trat Sakari Kukko auf, der für Nightfall und Tuonela Saxophon und für Rusty Moon Flöte spielte. 
Tuonela erschien am 29. März 1999 bei Relapse Records, in Europa bei Nuclear Blast und in Finnland bei Spinefarm Records. Die Single Divinity wurde am 6. Februar 1999 im Vorfeld des Albums veröffentlicht. Am 29. März 1999 erschien Tuonela auf Vinyl-Schallplatte bei Nuclear Blast.
Neben der normalen Version existiert eine japanische Ausgabe des Albums mit dem zusätzlichen Stück Northern Lights, das bereits auf der Single Divinity als B-Seite veröffentlicht wurde.

## Titelliste
1. The Way – 4:35
2. Morning Star – 3:50
3. Nightfall – 3:52
4. Tuonela – 4:32
5. Greed – 4:17
6. Divinity – 4:56
7. Shining – 4:24
8. Withered – 5:44
9. Rusty Moon – 4:56
10. Summer’s End – 5:37
11. Northern Lights (Bonustrack) – 3:18

Die Texte wurden von Pasi Koskinen geschrieben, Summer’s End jedoch von Ike Vil von der Band Babylon Whores. Erstmals verzichtete die Band auf die Nennung von Kompositionsbeiträgen einzelner Mitglieder und gab stattdessen Music by Amorphis als Hinweis auf den Urheber der Lieder an.

## Stil

### Musik
Die Band sagt, Tuonela sei „ein eher bodenständiges Album ohne viel drumrum“ (Olli-Pekka Laine und Esa Holopainen in einem Interview auf Vampster). Entgegen vorherigen Aussagen der Band verzichtete sie bis auf das Stück Greed auf gutturalen Gesang, insgesamt ist Tuonela ein progressives Doom-Metal-Album.  Bemerkenswert ist hierbei, dass die Growls auf Greed von Pasi Koskinen stammten, während auf den beiden Vorgängeralben Gitarrist Tomi Koivusaari für diese Gesangsform verantwortlich war. Jedoch waren dies die letzten derartigen Einsätze bis zum Album Eclipse aus dem Jahr 2006.
Kai Wendel bemerkte im Rock Hard Nr. 143 folgendes zum Stil des Albums:

„Nach dem Weggang von Keyboarder Kim Rantala [sind] die verrückten und spacigen Seventies-Einflüsse auf der Strecke geblieben […]. Das neue Material, das immer noch einen ordentlichen 70er-Touch hat – in ‘Rusty Moon’ kann man beispielsweise einige Jethro Tull-Einflüsse entdecken –, klingt im Vergleich zum Vorgänger etwas gitarrenorientierter und ziemlich relaxt.“

### Texte und Cover
Die Texte entstammen nicht mehr direkt der finnischen Dichtung, sondern sind nur noch von alten Sagen inspiriert. Der Albumtitel bezeichnet das finnische Reich der Toten.

## Erfolge und Kritik
Sowohl das Album als auch die zugehörige Single „Divinity“ erreichten die Top-10 in Finnland. Von den großen Metalmagazinen wurde das Album mit guten Kritiken bedacht. Im deutschen Metal Hammer wurde Tuonela zum „Album des Monats“ gekürt. Auch im Rock Hard kam das Album in der Monatsauswertung unter die besten zehn Alben, Redakteur Kai Wendel zog jedoch auch kritische Schlüsse:

„Größtes Manko der alles in allem überdurchschnittlichen CD: Echte Überflieger-Songs fehlen, Ohrwürmer wie ‘Black Winter Day’ oder Gänsehautnummern wie ‘My Kantele’ sucht man vergeblich.“

Tuonela enttäuschte aber viele Fans durch den überwiegenden Verzicht auf gutturalen Gesang. Der Band wurde häufig ein musikalischer Ausverkauf vorgeworfen, nur selten wurde Amorphis zugestanden, „mit diesem Album den Weg [weiter zu gehen], den sie mit Tales from the Thousand Lakes und Elegy eingeschlagen haben“ (Andrea Veyhle im Review zu Tuonela auf Vampster.com) „Necrotos“ von Metal.de prophezeit: „Amorphis dürften es geschafft haben, alle alten Fans mit Tuonela zu vergraulen. Wie schon diverse andere Kollegen, die glaubten mit softeren Songs mehr Kohle einzufahren.“ („Necrotos“ im Review zu Tuonela auf Metal.de)